# Spruceanthus semirepandus
Spruceanthus semirepandus là một loài Rêu trong họ Lejeuneaceae. Loài này được (Nees) Verd. miêu tả khoa học đầu tiên năm 1934.